# Élections municipales de 2008 à Saint-Étienne
Les élections municipales à Saint-Étienne ont eu lieu les 9 et 16 mars 2008.
À l'issue du scrutin, Maurice Vincent est devenu le premier maire PS de Saint-Étienne face au maire sortant UMP Michel Thiollière. La présence au second tour du candidat Modem et ancien adjoint au maire Gilles Artigues a favorisé le retour de la gauche après vingt-cinq ans de gestion de droite.
- Premier tour :

|                                                                                              | Liste                                           | Nombre de voix | Résultats |
| Dominique Bazet-Simoni                                                                       | LCR - Gauche alternative 2007 - Les Alternatifs | 1 739          | 3,15 %    |
| Olivier Longeon, conseiller municipal sortant                                                | Les Verts                                       | 2 371          | 4,30 %    |
| Maurice Vincent, conseiller régional, ancien président de l'université Jean-Monnet           | PS - PCF - PRG - MRC                            | 18 571         | 33,68 %   |
| Nadim Ghodbane                                                                               | Divers gauche                                   | 429            | 0,78 %    |
| Gilles Artigues, adjoint au maire sortant, ancien député de la Loire                         | MoDem                                           | 11 154         | 20,23 %   |
| Michel Thiollière, sénateur de la Loire, président de Saint-Étienne Métropole, maire sortant | UMP - PRV                                       | 20 878         | 37,86 %   |